# Harry Potter and the Escape from Gringotts
Harry Potter and the Escape from Gringotts est le nom d'une attraction mêlant montagnes russes enfermées et parcours scénique du parc Universal Studios Florida situé à Orlando, en Floride (États-Unis). Elle reprend le thème de la saga cinématographique Harry Potter.

## Histoire
The Wizarding World of Harry Potter ouvre officiellement dans le parc Universal's Islands of Adventure le 18 juin 2010,. Ceci entraîne une forte augmentation de sa fréquentation avec un taux de 32,2 %,.
Le 6 décembre 2011, Universal Parks & Resorts révèle leur désir de créer une expansion de The Wizarding World of Harry Potter. L'expansion est décrite comme « importante ». L'annonce est faite quatre jours après qu'Universal Studios Florida ait déclaré le 2 janvier 2012 la fermeture de l'attraction Jaws basée sur Les Dents de la mer,. La démolition de l'attraction et de la zone Amity environnante débute presque immédiatement après sa fermeture,. Après que le terrain ait été mis à niveau, les travaux commencent par la réalisation d'un terre-plein ainsi que par la construction d'une série de bâtiments, dont un grand bâtiment destiné à Harry Potter and the Escape from Gringotts.
De plus amples détails au sujet de l'agrandissement de The Wizarding World of Harry Potter sont annoncés le 8 mai 2013. Il est confirmé que l'expansion doit prendre place essentiellement dans le parc à thème Universal Studios Florida et comporterait des attractions inspirées des thèmes du chemin de Traverse (Diagon Alley en anglais) et de Londres,. Le 23 janvier 2014, les autorités dévoilent que l'attraction phare serait nommée Harry Potter and the Escape from Gringotts,,.
Le 8 juillet 2014, Harry Potter and the Escape from Gringotts ouvre aux côtés d'autres nouveautés dans la section inédite chemin de Traverse. Le Poudlard Express relie les sections Harry Potter d'Universal's Islands of Adventure et d'Universal Studios Florida. Pour différencier les deux zones The Wizarding World of Harry Potter à Orlando, celle d'Universal Studios est souvent désignée sous le nom de Diagon Alley (« Chemin de Traverse »). L'ouverture de l'attraction et de la zone dans laquelle elle est créée donne lieu a une file d'attente de 450 minutes.

## Description
Étendue sur 7 000 m2, l'attraction se situe derrière les façades de la banque Gringott. Elle met en scène les chariots roulants qu'emprunte Harry Potter dans le premier et le dernier film. Au bout du chemin de Traverse, se dresse la banque sur laquelle se tient le dragon cracheur de feu. À l'intérieur, le visiteur pénètre dans le grand hall en marbre occupé par les gobelins au travail.
D'une longueur de 600 mètres, Harry Potter and the Escape from Gringotts est principalement un parcours scénique, composé d'une portion montagnes russes dont une courte chute et un virage au début du circuit,. Prenant place dans des reproductions de passages caverneux des sous-sols, le circuit de type montagnes russes enfermées en métal comprend des écrans de projection 3D, similaires à ceux utilisés dans Transformers: The Ride et The Amazing Adventures of Spider-Man. Les personnages de Harry Potter, Ron Weasley, Hermione Granger, Voldemort, Bellatrix Lestrange ainsi que des trolls y sont mis en scène.
L'attraction propose neuf trains de deux wagons composés de trois rangées de quatre sièges pour un total de vingt-quatre voyageurs par train.

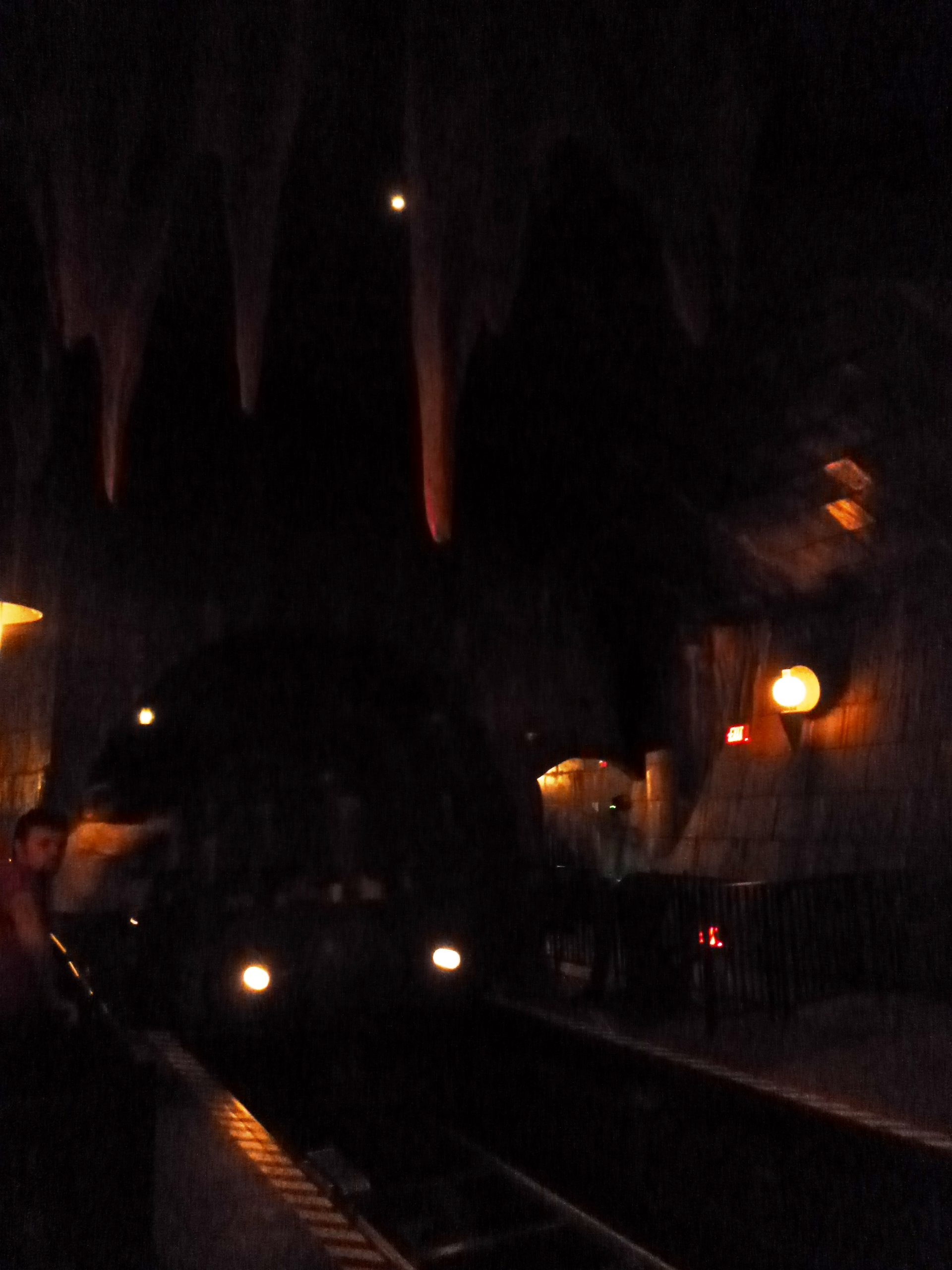
Gare de l'attraction
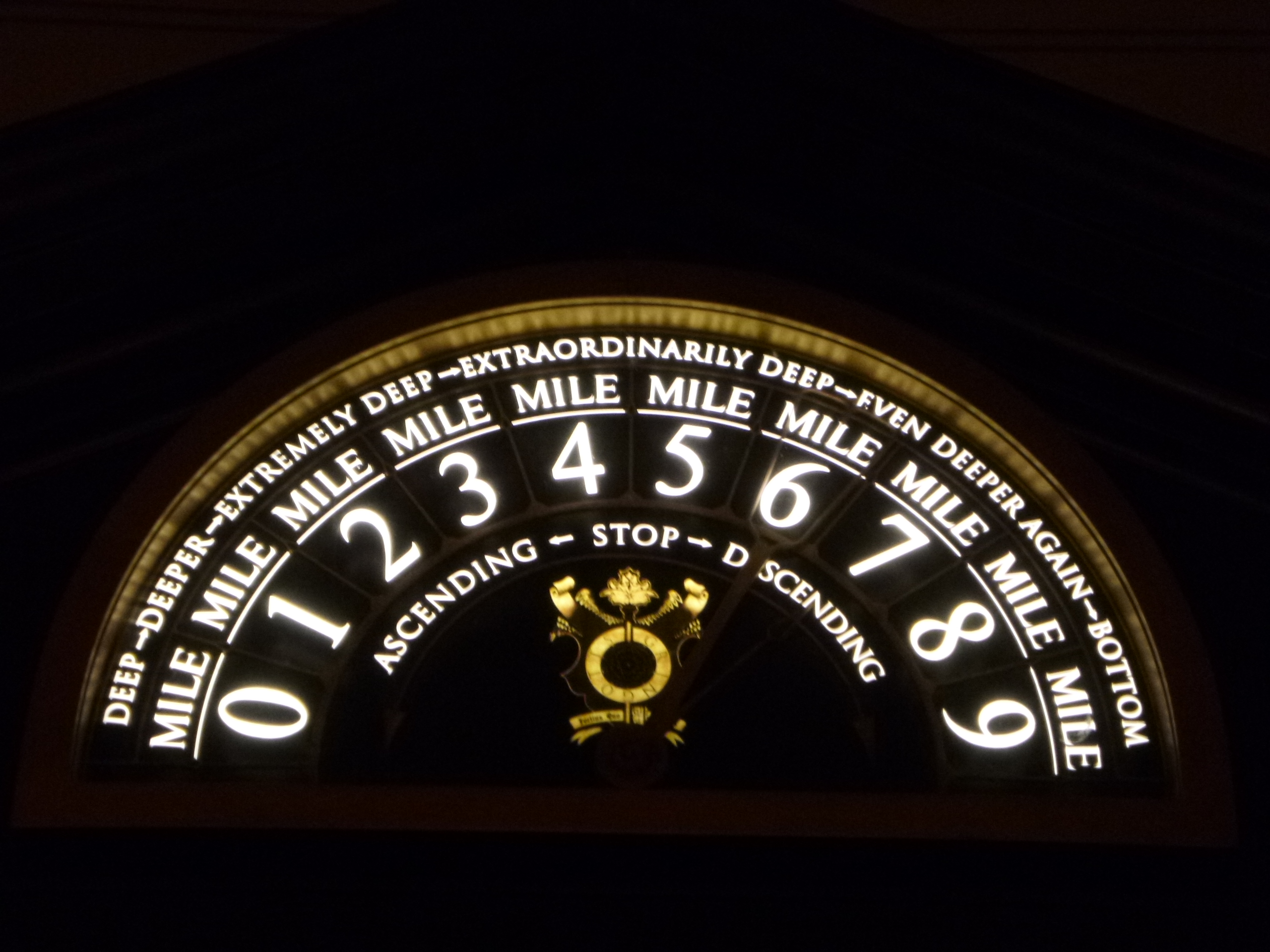
Ascenseur pour les souterrains.
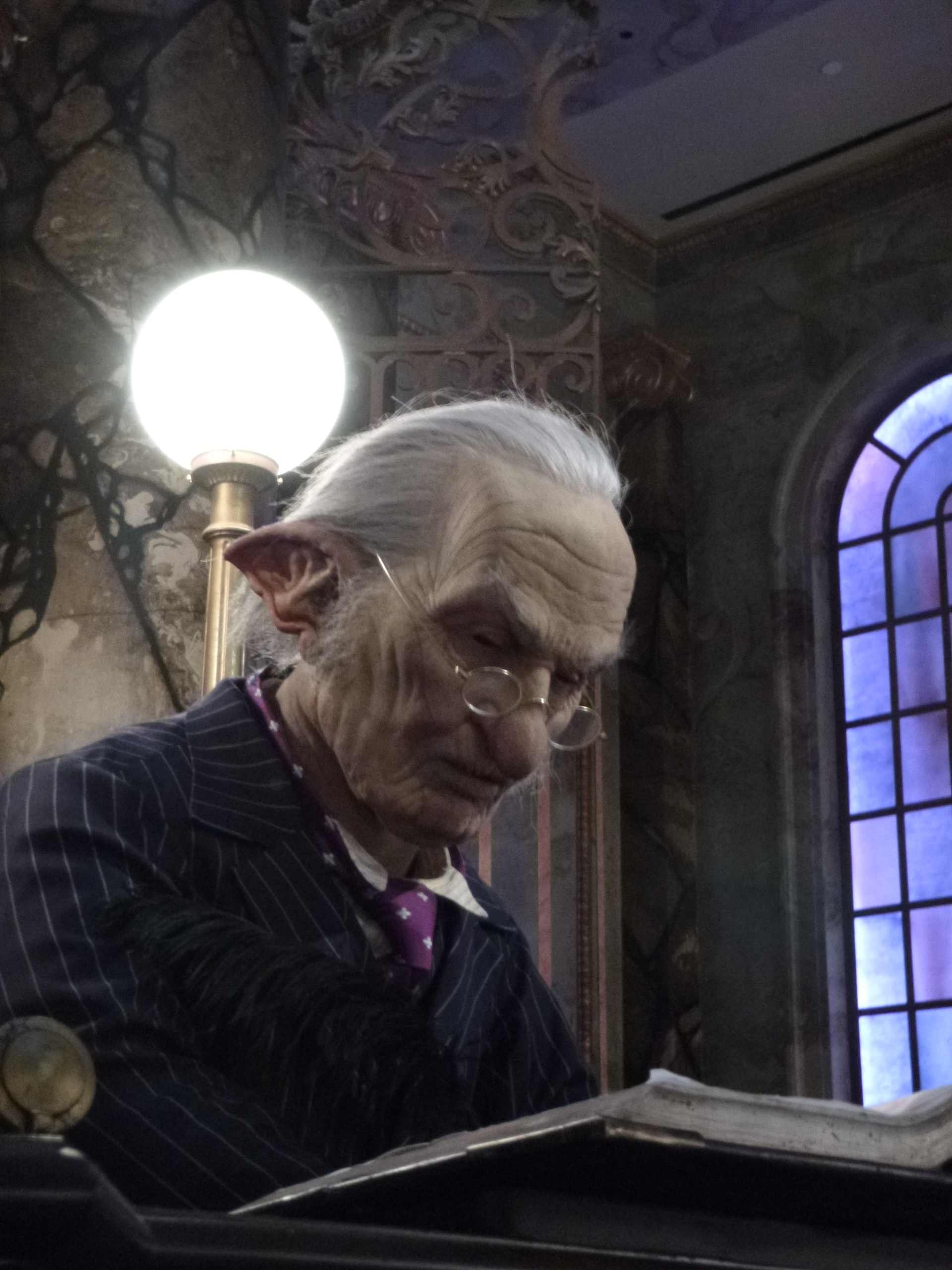
Audio-animatronic présent dans la file d'attente.
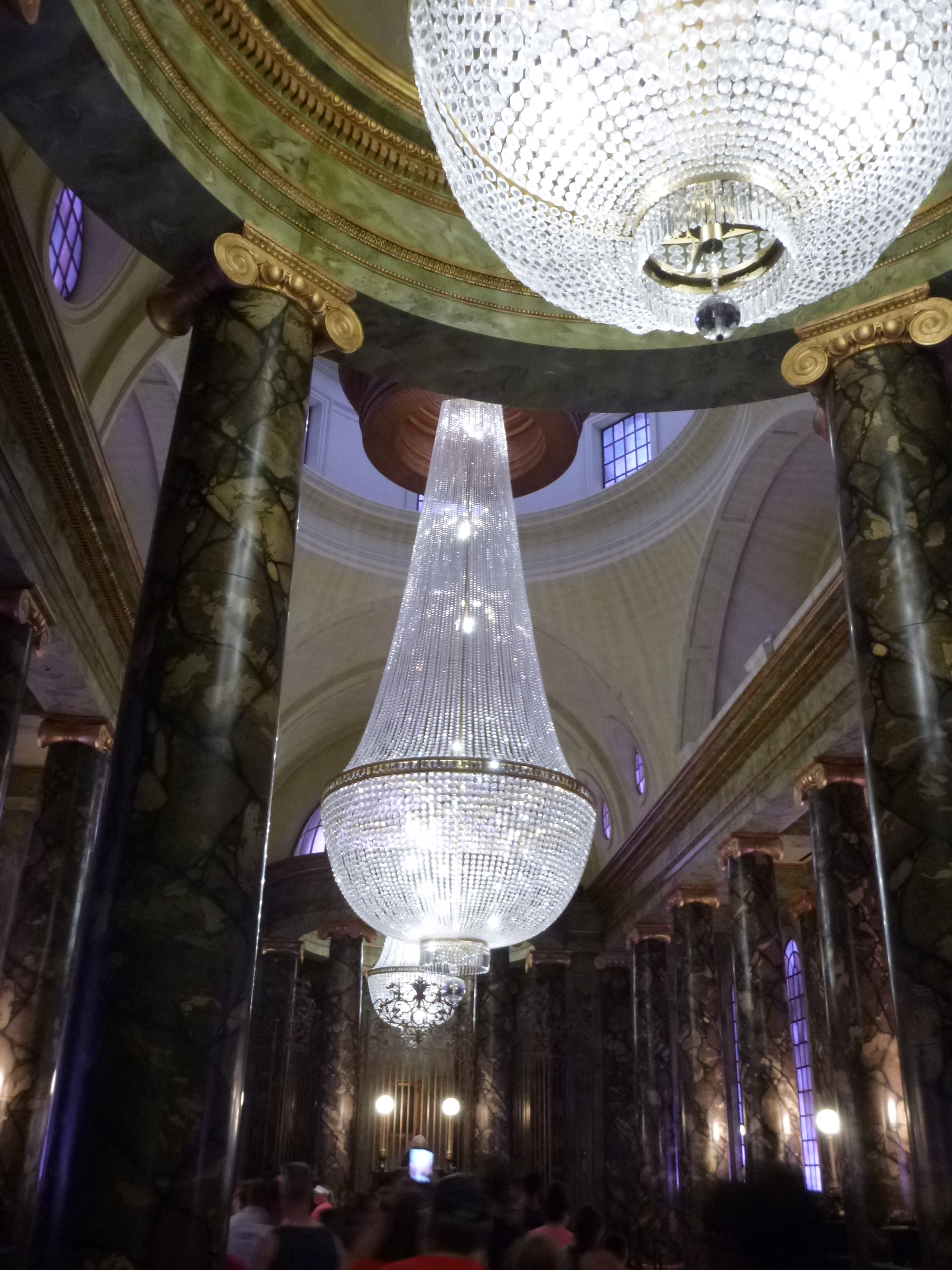
Zone d'attente de la banque Gringotts.